# Dalby (Kolding Kommune)
 For alternative betydninger, se Dalby. (Se også artikler, som begynder med Dalby)
Dalby er en bydel i Koldings sydøstlige udkant.
I bydelen findes blandt andet Dalby Kirke, klynger af gårde og bebyggelse med karakter af landsby. Der er udlagt store arealer til boligformål bl.a. 34 grunde til opførelse af lavenergihuse i området. Den lokale skole, Dalby skole, har ca. 300 elever fra 0. til 6. klasse.
Kirken ligger på det højeste punkt i landskabet. Området var tidligere domineret af de to store gårde: Ankerhus og Dalbygård. Dalby Møllebæk er grænse mod vest og mod byområderne Brændkjær og Tved. Dalstrøget omkring bækken skaber forbindelse for flora og fauna mellem fjorden og det åbne land.